# Belmiro Augusto Vieira Fernandes
Belmiro Augusto Vieira Fernandes ComC • OA (Lagos, ? - Lisboa, 14 de Agosto de 1940) foi um militar português.

## Biografia
Nasceu em Lagos. O seu cunhado era João Luís de Moura, Governador Civil do Distrito de Lisboa.
Atingiu o posto de capitão de Infantaria.
Após a Revolução de 28 de Maio de 1926, passou a ocupar a posição de administrador do concelho de Sintra. Também exerceu como presidente da câmara municipal naquele concelho.
Faleceu em 14 de Agosto de 1940, em Lisboa.

## Condecorações
Foi homenageado com os graus de Oficial da Ordem Militar de São Bento de Avis a 5 de Outubro de 1926, e de Comendador da Ordem Militar de Nosso Senhor Jesus Cristo a 26 de Junho de 1929.